# Алтухово (село, городской округ Зарайск)
Алтухово (Алтухова, Олтухово (южное)) — село в Зарайском районе Московской области в 13 км южнее Зарайска. Входит в состав муниципального образования сельское поселение Каринское. Население — 57 чел. (2010).

## География
В деревне протекает приток ручья Осетрик. В 2 км восточнее деревни проходит автодорога Карино — Кобылье. Деревня входит в Алтухово-Алферьевский геоморфологический микрорайон с высшей отметкой 248 м над уровнем моря; местные водораздельные площади отличаются крутыми наклонами. К юго-западу от деревни располагается Мурзин Лес, где на площади в 60 га растут культурные посадки сосны. Грунтовые воды залегают на глубине до 25 м; есть радоновый источник.

## История
Впервые Алтухово упоминается в Платежных книгах 1594—1597 годов и в «Экономических примечаниях к планам генерального межевания Зарайского уезда 1790 года». Среди владельцев деревни — Петр Федорович Нащокин, князь Матвей Алексеевич Гагарин и Анна Петровна Карандеева. При описи 1858 года деревня значится за помещицей Абрамовой. В 1930 году сформирован колхоз им. Ильича, через 20 лет он влился в укрупненную сельхозартель им. 12-го Октября, Кобыльского сельсовета, позже — в совхоз «Зарайский».
С 2018 года - село.

## Население
| 2002 | 2006 | 2010 |
| ---- | ---- | ---- |
| 65   | ↘63  | ↘57  |

- 1790 год — 24 жителя (6 дворов)
- 1858 год — 139 жителей (29 дворов)
- На рубеже XIX—XX веков — 148 жителей (28 дворов)
- 1990 год — 61 житель (28 дворов, 28 мужчин, 33 женщины)
- 2008 год — 63 жителя